# كريل مسلح
ايفوزي مسلح أو كريل مسلح (الاسم العلمي:Stylocheiron armatum) هو نوع من الحيوانات البحرية يتبع جنس ايفوزي قلمي اليد من فصيلة الايفوزية.